# 후복막공간
후복막공간(retroperitoneum)은 복막 뒤( retro )의 해부학적 공간을 말하며 구체적인 해부학적 구조를 가리키는 것은 아니다.